# Saskia Lang
Pour les articles homonymes, voir Lang.
Saskia Lang, née le 19 décembre 1986 à Lörrach, est une handballeuse internationale allemande possédant également la nationalité suisse. Elle évolue au poste d'arrière droite.

## Palmarès

### En club
compétitions nationales
- championne d'Allemagne en 2018 (avec Thüringer HC)
- championne de Suisse en 2007, 2008 et 2009 (avec LC Brühl Handball)
- vainqueur de la coupe d'Allemagne en 2014 et 2016 (avec HC Leipzig)
- vainqueur de la coupe de Suisse en 2006, 2008 et 2009 (avec LC Brühl Handball)

### En sélection
championnat du monde
- 13e du championnat du monde 2015
- 7e du championnat du monde 2013

championnat d'Europe
- 6e du championnat d'Europe 2016
- 10e du championnat d'Europe 2014
- 7e du championnat d'Europe 2012